# Pátzcuarói-tó
A Pátzcuarói-tó (spanyolul: Lago de Pátzcuaro) Mexikó egyik tava. Kedvelt turisztikai célpont, és 2005 óta a Ramsari egyezmény is védi.

## Földrajz
A C betűre emlékeztető alakú tó Mexikó középső részén, Michoacán állam közepétől és a névadó Pátzcuaro várostól északra található. Közigazgatásilag négy község osztozik rajta: Pátzcuaro, Tzintzuntzan, Quiroga és Erongarícuaro.
A tó vízszintje több évtizede csökken, többek között a part menti települések növekedése miatt jellemző a vízszennyezés, az elalgásodás és a partmenti erózió. A tavat több, szemétgyűjtéssel is foglalkozó kotróhajó járja folyamatosan. 1938-ban Pátzcuaróban limnológiai kutatóállomást létesítettek, ahol ezeket a folyamatokat vizsgálják. A vízben kilenc őshonos és három betelepített halfaj él, a környéken elterülő fenyő- és tölgyerdők jellemző állatai a bűzösborzok, az övesállatok, a borzok, a mókusok, a nyulak és a szürkerókák.

### Szigetei
A tóban tíz jelentősebb sziget található, ebből nyolc lakott. Ezeken mind létezik általános iskola (ahol az első hat osztályt teljesíthetik a tanulók), de ennél magasabb fokú oktatási intézmény csak Janitzio szigetén van, ahova a többi szigetről a diákok hagyományos kenuk sokaságával járnak nap mint nap.
- Janitzio: mind közül a legismertebb, kedvelt turisztikai célpont. Legmagasabb pontján José María Morelos függetlenségi hős nagy méretű emlékművét állították fel. Nevének jelentése kukoricabajusz.
- Tecuena: kis sziget, nevének jelentése jó méz. Janitziótól északra található.
- Tecuenita: Tecuena közelében van, de még kisebb annál.
- Yunuén: egyre népszerűbb turisztikai célpont, a közelmúltban felépült itt egy modern eszközökkel elláttott konferenciaterem, két étkezővel és egy olyan teremmel, ahol asztalon játszható játékok vannak, körülötte pedig kertes nyaralóházak találhatók. Nevének jelentése különböző források szerint félhold vagy könyök. Délnyugati részén számos madár fészkel, főleg gémek. Kis kikötője, ahol egy régi világítótorony is áll, gyümölcsfákkal van körülvéve.
- Pacanda: a legnagyobb területű sziget. Belsejében egy kisebb tó található, amelyben sok ponty és kacsa él: ezeket a helyi konyhaművészetben hasznosítják. Mivel a sziget nagyjából sík terület, mezőgazdasági termelésre alkalmas. Nevének jelentése valamit a vízbe lökni.
- Jarácuaro: nevének jelentése: hely, ahol Xaracua istent tisztelik. Nyugati partját híd köti össze a szárazfölddel. Lakói a mai napig őrzik a purepecsa nyelvet és hagyományokat, többek között pálmakalapokat és hímzéseket készítenek.
- Copujo
- Urandenes: három kisebb sziget együttese a tó déli részén, neve a purepecsa nyelvből származik, amelyben az urani szó jelentése teknő. A szárazföldtől csatornák választják el. Lakóik közül többen lepke formájú hálókkal halásznak.

## Képek

Panorámakép
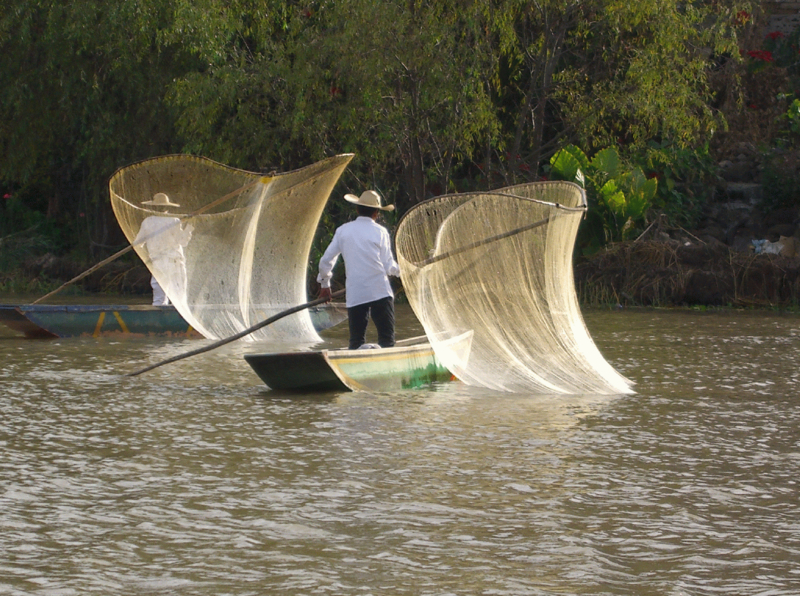
Halász a tavon
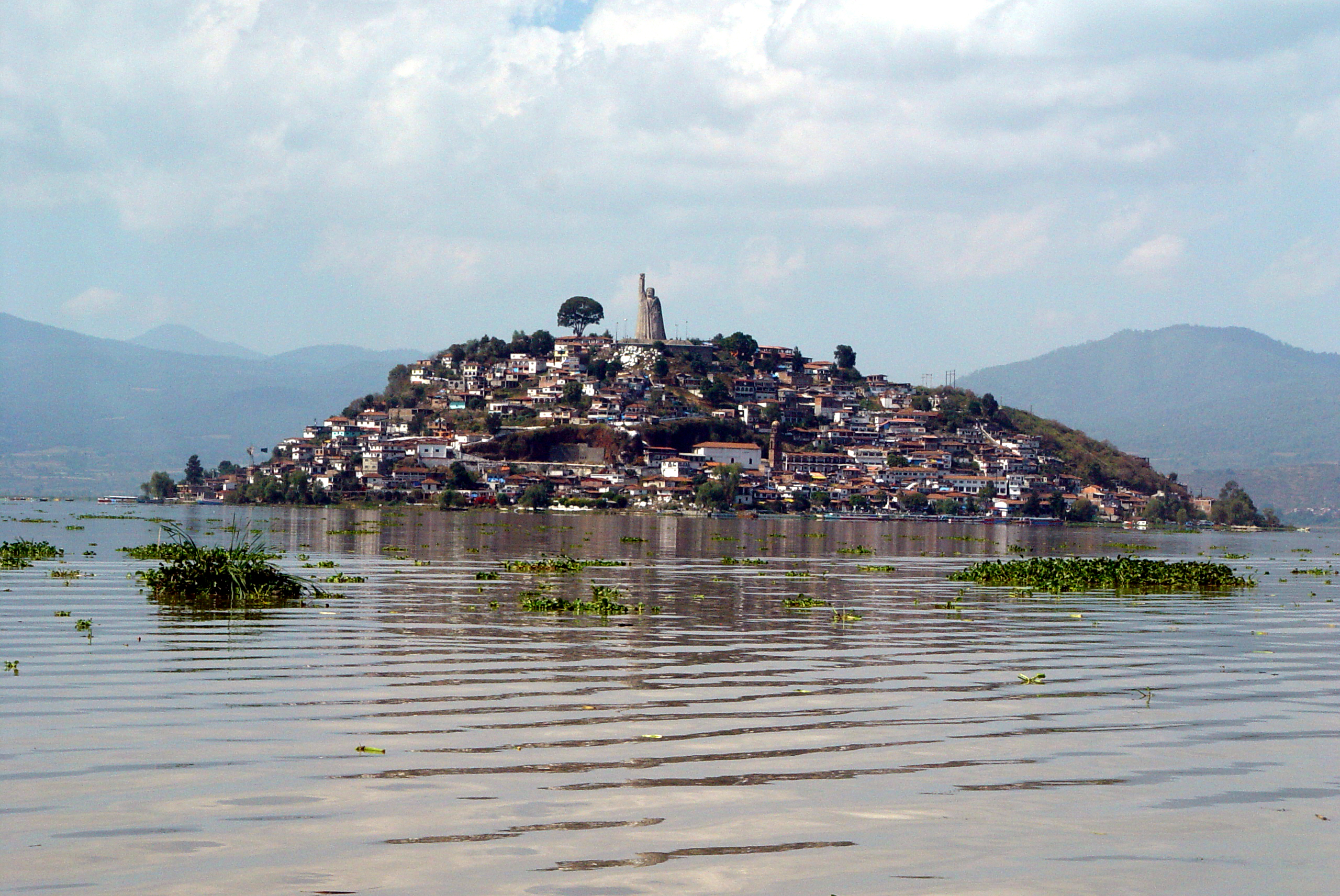
Janitzio
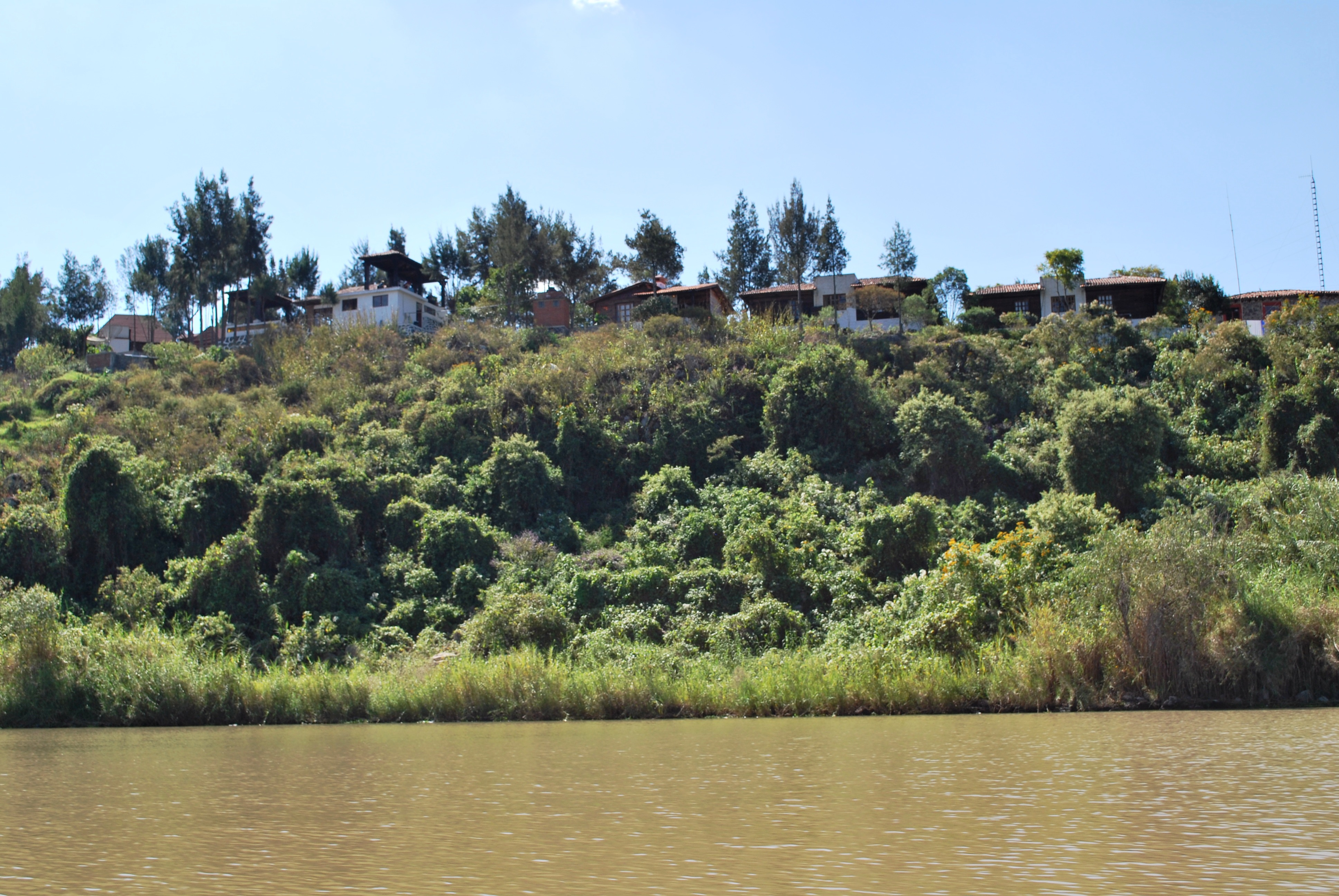
A Yunuén-sziget